# Consol Villaubí i Pons
Consol Villaubí i Pons   (Badalona, 1932 - 9 d'octubre de 2019) va ser una ballarina i coreògrafa catalana, pionera del ballet contemporani a Catalunya. Va estudiar a l'Institut del Teatre i la Dansa de Barcelona, amb Joan Magrinyà i Marina Noreg, i posteriorment va rebre una beca per estudiar a l'Institut Chorégraphique del Teatre Nacional de l'Òpera de París, amb Olga Préobrajenska i Rousanne Sarkissian.
Va ser una ballarina en diversos grups d'avantguarda de la dècada dels anys cinquanta del segle xx com la companyia de ballet Joan Tena o la companyia de Ballet moderne de Paris. Va tenir una important activitat professional en el teatre, el cinema i la televisió. Va actuar, entre d'altres ciutats, a Moscou, Itàlia, Bèlgica, Anglaterra, Suïssa i Nova York. A Barcelona va actuar al Gran Teatre del Liceu com a primera ballarina en l'espectacle del ballet expressionista El mandarín maravilloso, de Béla Bartók, amb figurins de Joan-Josep Tharrats.
El 1972 va fundar el Ballet Experimental de l'Eixample de Barcelona, del qual va ser directora i coreògrafa. Va ser un ballet centrat en la innovació coreogràfica, que s'allunyava del món del ballet clàssic. Va col·laborar amb un gran nombre de professionals d'àmbits artístics tots relacionats amb el grup artístic Dau al set, del qual va ser cofundador el sociòleg i crític d'art Arnau Puig, parella de Consol Villaubí i assessor artístic del Ballet Experimental de l'Eixample.

## Fons
El fons de la ballarina i coreògrafa va ser donat al Museu de les Arts Escèniques de l'Institut del Teatre, el juny de 2020. El fons aplega principalment les fotografies de representacions i assajos del Ballet Experimental de l'Eixample de Barcelona. També consta de retalls de premsa, programes de mà, cartells originals i impresos, esbossos escenogràfics, peces d'indumentària i documentació personal.